# Eva Neander
Eva Lydia Karolina Neander, född 3 april 1921 i Jukkasjärvi församling, Norrbottens län, död 22 februari 1950 i Göteborgs Vasa församling, Göteborg, var en svensk författare. Innan hon dog räknades hon som en av de mest lovande svenska fyrtiotalisterna.

## Biografi
Eva Neander växte upp i Härnösand och Borås. Hon studerade vid Göteborgs högskola och Uppsala universitet, men avslutade studierna i förtid. Sedan arbetade hon som korrekturläsare och skribent på Västgöta-Demokraten, Borås Tidning, Göteborgs-Posten och Ny Tid. 1945 vann Neander en novelltävling på Åhlén & Åkerlunds förlag. Debutromanen Dimman baserades på vinnarnovellen. Under fyra intensiva år gav Eva Neander sedan ut novellsamlingarna Staden och Nattljus, samt diktsamlingen Död idyll.
Eva Neander hittades död 1950, på isen till sjön Unden. Troligen begick hon självmord. Vid sin död arbetade hon med en roman som hade arbetsnamnet Vattnet. Den publicerades i den postuma volymen Lilla bror och lilla syster, som kom ut på Albert Bonniers förlag 1951.
Novellsamlingen Staden, som tecknar hemstaden Härnösand, har som motto: "Jag vet bara två slags människor. De som hör till staden – och de, som inte gör det." Utanförskap är ett centralt motiv i hennes produktion.
Under 2000-talet har Eva Neanders produktion börjat uppmärksammas igen. Bland annat gav Eolit förlag ut en samlingsvolym 2007, med texterna Dimman, Staden och Nattljus. 2010 övertog Rosenlarv förlag utgivningen. Vendels förlag gav ut hennes samlade poesi i Död idyll & andra dikter: Samlad lyrik 2021.
Hon är begravd på Finnerödja kyrkogård.

### Samlingar och urval
- Dimman ; Staden ; Nattljus. Hägersten: Eolit. 2007. Libris 10424747. ISBN 9789197597562
- Död idyll & andra dikter: Samlad lyrik. Malmö: Vendels förlag. 2021. Libris 1flvdxkjzjchw0cq. ISBN 9789198663631

## Priser och utmärkelser
- 1949 – Tidningen Vi:s litteraturpris